# Sojč
Sojč je priimek več znanih Slovencev:
- Ivan Sojč (1879—1951), kipar
- glej tudi priimke Sorč, Sojar, Sojer, Sočič, Sočan